# Rechberg (Górna Austria)
Rechberg – gmina w Austrii, w kraju związkowych Górna Austria, w powiecie Perg. Według Austriackiego Urzędu Statystycznego liczyła 948 mieszkańców (1 stycznia 2015).